# Pharnacia ponderosa
Pharnacia ponderosa är en insektsart som beskrevs av Carl Stål 1877. Pharnacia ponderosa ingår i släktet Pharnacia och familjen Phasmatidae. Inga underarter finns listade i Catalogue of Life.